# Британская Колумбия
Брита́нская Колу́мбия (англ. British Columbia [ˌbrɪtɨʃ kəˈlʌmbiə], фр. Colombie-Britannique) — провинция на западе Канады, шестая провинция, вошедшая в состав конфедерации (1871). Девиз: «Великолепие без заката» (лат. Splendor Sine Occasu).
Столица — город Виктория, пятнадцатый по размеру муниципальный район Канады. Крупнейший город — Ванкувер, третий по величине мегаполис страны и второй по величине на Тихоокеанском северо-западе. В 2009 году население провинции по оценкам составляло 4 419 974 человека (около двух миллионов из которых проживало в Большом Ванкувере).
Экономика Британской Колумбии в основном базируется на природных ресурсах. Это конечная точка трансконтинентальных автомобильных и железных дорог, здесь расположены крупнейшие порты тихоокеанского региона, которые позволяют вести активную международную торговлю. Из-за своего тёплого климата, несмотря на тот факт, что менее 5 % её земель являются пахотными, провинция имеет развитое сельское хозяйство, особенно во Фрейзере и Оканаганской долине. Климат способствует развитию отдыха на природе и туризма, хотя экономической опорой провинции давно являются лесозаготовка и добыча полезных ископаемых.

## Этимология
Название провинции было выбрано королевой Викторией, когда колония Британской Колумбии стала британской в 1858 году. Название произошло от района Колумбии, британского названия территории по реке Колумбия, которая брала свои истоки на юго-востоке Британской Колумбии. Название Британская Колумбия принадлежало до Орегонского договора департаменту компании Гудзонова залива. Королева Виктория выбрала название Британская Колумбия, чтобы отличать её от округа Колумбия в Соединённых Штатах («Американская Колумбия» или «Южная Колумбия»), которая стала территорией штата Орегон в 1848 году в результате договора.

## География
На севере Британская Колумбия граничит с Юконом и Северо-западными территориями, на востоке — с Альбертой, на юге — с американскими штатами Монтана, Айдахо и Вашингтон. На западе территория провинции граничит с Аляской и омывается водами Тихого океана. Общая площадь — 944 735 км² (пятое место в Канаде), из них на сушу приходится 925 186 км². 12,5 % территории провинции занимают охраняемые территории.
Столица Британской Колумбии — город Виктория — расположена в юго-восточной оконечности острова Ванкувер. Самым густонаселённым городом провинции является Ванкувер, которой расположен не на острове Ванкувер, а находится в юго-западной части материковой части провинции (район часто называют Lower Mainland). Другие крупные города включают Суррей, Бёрнаби, Кокуитлам, Ричмонд, Дельта, и Нью-Вестминстер в Lower Mainland; Абботсфорд, Питт Медоус, Мейпл Ридж, Мишин, Порт-Муди и Лэнгли в долине Фрейзер; Нанаймо на острове Ванкувер, Келоуна и Камлупс. Принс-Джордж является самым крупным городом в северной части провинции, в то время как село к северо-западу от него — Вандерхоф — находится вблизи географического центра провинции.
Береговые хребты образуют некоторые из известных и живописных пейзажей Британской Колумбии, которые формируют фон и контекст для растущей отрасли туризма. Семьдесят пять процентов территории провинции покрыто горами (более 1000 метров над уровнем моря), 60 % занято лесами и лишь около 5 % занимают пашни.
Оканаганский регион является одним из винодельческих регионов в Канаде, а также производит сидр; другие регионы, производящие вино в Британской Колумбии, включают Коуиченскую долину на острове Ванкувер и долину Фрейзер. Города Камлупс и Пентиктон, сельская местность в районе Оливера и Осойос обладают самым тёплым и длинным летом в Канаде.
Большая часть западной части острова Ванкувер и остальная часть побережья покрыта таёжным лесом. Материковая часть провинции, в отличие от прибрежных районов, не так сильно подвергается влиянию Тихого океана и состоит из пустынь и полузасушливых плато. Несколько южных внутренних долин имеют короткие холодные зимы с редкими снегопадами. Северные долины имеют довольно холодный климат из-за их широты. Северные две трети провинции в основном безлюдны и неразвиты, и в основном состоят из гор, кроме района к востоку от Скалистых гор, где расположен Пис-Ривер. На северо-востоке провинции расположены прерии, а на юго-западе — вулканическое поле Бридж-Ривер-Конс.

### Климат
В результате влияния тёплого течения Куросио, которое пересекает северную часть Тихого океана, прибрежные районы провинции имеют мягкий, дождливый морской климат. Из-за блокировки влажных воздушных масс горными хребтами, внутренние районы провинции имеют засушливый климат в определённых местах получают менее 250 мм ежегодных осадков. Среднегодовая температура в наиболее населённых районах провинции — выше 10 °C, это теплее, чем в любой другой точке Канады.
Зимы могут быть очень суровыми во внутренних районах и на севере провинции. Например, средняя ночная температура в Принс-Джордж в январе составляет −13 °C. Самая низкая температура в Британской Колумбии была зарегистрирована в Блю-Ривер, где она упала до −59 °C. Это одно из самых низких показаний, зарегистрированных в Северной Америке. Внутренние долины на юге имеют короткие зимы с краткими приступами холода. На побережье выпадают сильные снегопады, и Скалистые горы обеспечивают хорошие базы для лыжников.
На побережье зимой преобладает постоянный сильный дождь из-за циклонической системы низкого давления в северной части Тихого океана. В отдельных случаях (не каждую зиму) случаются обильные снегопады и морозы ниже нуля, когда арктический воздух достигает прибрежных районов, но это обычно очень короткие промежутки времени. Летом в южных внутренних долинах, например, в Осойос в июле средние максимумы достигают 32 °C, жаркая погода иногда движется в сторону побережья или на Крайний Север.
Сухость летом часто создаёт условия для лесных пожаров, из-за молний или по антропогенным причинам. Прибрежные районы, как правило, имеют мягкий и сухой климат летом, под влиянием стабильного антициклонического высокого давления большую часть времени. Многие районы провинции часто покрыты одеялом тяжёлых облаков и низким туманом в зимний период, несмотря на солнечное лето. Количество солнечных часов в год может варьироваться от 2300 вблизи Кранбрук до менее чем 1300 солнечных часов в год в Принс-Руперт, расположенном на северном побережье, к югу от Аляски.

### Национальные парки и охраняемые природные территории
В провинции расположены 14 национальных парков и охраняемых природных территорий. 12,5 % территории провинции (114 000 км²) в настоящее время находятся под защитой в 14 различных охраняемых территориях, что включает в себя более 800 различных областей. Британская Колумбия насчитывает семь национальных парков Канады. Британская Колумбия также содержит большую сеть провинциальных парков, они находятся в ведении Министерства охраны окружающей среды. Сеть провинциальных парков Британской Колумбии является второй по величине в Канаде (крупнейшей является система национальных парков Канады).
Также в Британской Колумбии существует сеть региональных парков, которые поддерживаются и управляются региональными властями. Кроме того, в этих областях более 47 000 км² (18 000 квадратных миль) пахотной земли находятся под защитой заповедников сельскохозяйственных земель.

### Биологическое разнообразие
Бо́льшая часть провинции — это дикая природа, так что популяции многих видов млекопитающих, которые стали редкими в большей части Соединённых Штатов, по-прежнему процветают в Британской Колумбии. Встречаются животные различных видов, в том числе очень широкий диапазон птиц. Здесь живут медведи (гризли, чёрный медведь и кермодский медведь, который встречается только в Британской Колумбии), олень, вапити, лось, северный олень, большерогий баран, горный козёл, сурок, бобр, ондатра, койот, волк, куньи (например росомаха, барсук и илька), пума, орёл, скопа, цапля, канадская казарка, лебедь, гагара, ястреб, сова, ворона, каменушка и многие другие виды уток. В большом количестве имеются маленькие птицы: зарянка, сойка, щуры, синица и т. д.
В Британской Колумбии обитают крупные популяции многих видов рыб — лососёвые (в том числе лосось, форель, голец и т. д.), палтус, сёмга, бас и осётр.

## История

### Меховая торговля и колониальная эпоха
Открытие каменных орудий у реки Биттон близ Форт-Сент-Джон позволило определить, что первое человеческое поселение в Британской Колумбии было основано по меньшей мере 11 500 лет назад. Коренные народы Тихоокеанского северо-западного побережья жили по всему региону, достигнув довольно высокой плотности населения. Наиболее крупными племенами на территории современной Британской Колумбии являлись нутка, квакиютль, хайда, салиши, ктунаха, нисгаа и пр.
В 1770-х годах в результате контактов с европейцами многие аборигены заразились оспой, от эпидемии погибли по меньшей мере 30 % индейцев тихоокеанского северо-запада. Эта эпидемия стала первой и самой разрушительной из многих, последовавших за ней.
В результате исследований Джеймса Кука в 1770-х годах и Джорджа Ванкувера в 1792 году эти территории подпали под британскую юрисдикцию. В 1793 году сэр Александр Маккензи стал первым европейцем, совершившим путешествие по материку через Северную Америку к Тихому океану. Его экспедиция установила формальный британский суверенитет во внутренних районах страны и определила успех последовавших за ним экспедиций, исследовавших реки и горные хребты между канадскими прериями и Тихим океаном. Маккензи и другие исследователи — в частности Джон Финли, Саймон Фрейзер, Сэмюэл Блэк и Дэвид Томпсон — были в первую очередь заинтересованы в расширении торговли мехом, а не руководствовались политическими соображениями. В 1794 году в результате ряда соглашений, известных как конвенции Нутка, Испания отказалась от претензий на этот регион Тихого океана. Это открыло путь для формальной британской колонизации, но из-за наполеоновских войн англичане не могли предпринять масштабных действий по колонизации.
Создание торговых постов под эгидой Северо-Западной компании и Компании Гудзонова залива (HBC) фактически означало постоянное британское присутствие в регионе. Район Колумбии (в широком смысле — к югу от 54°40´ северной широты (южная граница Русской Америки) и к северу от мексиканской Калифорнии, к западу от Скалистых гор) находился по англо-американской конвенции 1818 года «в совместном использовании „граждан Соединённых Штатов и Великобритании“» (то есть меховых компаний). Это сотрудничество завершилось с подписанием Орегонского договора 1846 года.
Некоторые из ранних форпостов превратились в поселения, общины и города. Среди мест в Британской Колумбии, которые основаны как форты для меховой торговли, Форт-Сент-Джон (1794), Хадсонс-Хоуп (1805), Форт Нельсон (1805), Форт Сент-Джеймс (1806), Принс-Джордж (1807), Камлупс (1812), Форт Лэнгли (1827), Форт Виктория (1843), Йель (1848) и Нанаймо (1853). С объединением двух меховых торговых компаний в 1821 году регион, ныне составляющий Британскую Колумбию, был разделён на три департамента по торговле пушниной.
До 1849 года эти районы были полностью неорганизованными областями Британской Северной Америки под юрисдикцией де-факто администраторов Компании Гудзонова залива. В отличие от Земли Руперта на севере и востоке, территории не были полностью отданы под власть компании. Скорее, компании была просто предоставлена монополия на торговлю с коренными жителями. Ситуация начала меняться с расширением американской разведки и сопутствующими перекрывающимися претензиями территориального суверенитета, особенно в южном бассейне реки Колумбии (в настоящее время штаты Вашингтон и Орегон). В 1846 году, в результате Орегонского договора, территория была разделена вдоль 49-й параллели и вдоль пролива Джорджия. Район к югу от этой границы (за исключением острова Ванкувер и залива) передавался американской стороне. В 1849 году была создана колония острова Ванкувер с Викторией в качестве столицы. Вся материковая часть по-прежнему представляла собой неорганизованную территорию Британской Северной Америки, «управляемую» отдельными руководителями торговых постов Компании Гудзонова залива.
С началом Фрейзерской золотой лихорадки в 1858 году приток американцев в Новую Каледонию всполошил министерство по делам колоний, в результате официально материковая часть современной территории была организована в колонию Британская Колумбия с городом Нью-Вестминстер в качестве столицы. Последовала серия золотых лихорадок в различных частях провинции, крупнейшей из которых была золотая лихорадка на плато Карибу в 1862 году, заставившая колониальную администрацию залезть в глубокие долги, так как она изо всех сил пыталась создать обширную инфраструктуру для отдалённых общин. Колония острова Ванкувер сталкивалась с финансовыми кризисами в одиночку, и в 1866 году было принято решение объединить колонии.

### Быстрый рост и развитие
Лига Конфедерации, в том числе такие фигуры, как Амор Де Космос, Джон Робсон и Роберт Бивен, настаивали на присоединении объединённой колонии к Канаде, которая была создана из трёх британских североамериканских колоний в 1867 году (провинция Канада, Новая Шотландия и Нью-Брансуик). Успеху этой акции способствовали несколько факторов, в том числе нежелание присоединения к США, растущий долг, необходимость развития инфраструктуры в связи с быстрым ростом населения, а также экономическая депрессия, вызванная окончанием периода золотых лихорадок.
Канадское правительство согласилось продлить Канадскую Тихоокеанскую железную дорогу до Британской Колумбии и взять на себя долг колонии. Благодаря этому Британская Колумбия стала шестой провинцией, присоединившейся к конфедерации 20 июля 1871 года. Однако границы провинции были полностью урегулированы лишь в 1903 году, когда территория провинции сократилась после спора о границе Аляски.
Численность населения Британской Колумбии продолжала быстро расти, так как горнодобывающей промышленности, лесному хозяйству, сельскому хозяйству и рыболовству нужны были рабочие руки.
Завершение строительства железнодорожной линии в 1885 году дало огромный импульс для экономики края, это облегчило транспортировку значительных ресурсов региона на восток. Завершение строительства порта Ванкувера стимулировало быстрый рост, и менее чем за пятьдесят лет город превзошёл по населению Виннипег и стал крупнейшим в западной Канаде. В первые десятилетия истории провинции вопросы землепользования имели первостепенное значение. Земли «первых наций» (то есть аборигенов) были конфискованы, контроль над некоторыми ресурсами также перешёл в руки белых канадцев.
Привлечение рабочей силы для развития провинции было проблематичным с самого начала, и Британская Колумбия стала местом иммиграции из Европы, Китая и Японии. Приток небелого населения вызвал негодование доминирующей этнической группы, в результате агитации (по большей части успешной) были приняты законы, ограничившие возможности азиатов на иммиграцию в Британскую Колумбию через введение подушного налога. Это негодование вылилось в нападения толпы на китайских и японских иммигрантов в Ванкувере в 1887 году и 1907 году. К 1923 году почти вся китайская иммиграция была прекращена, исключение делалось только для торговцев и инвесторов.
Между тем провинция продолжала расти. В 1914 году был вбит последний костыль второй трансконтинентальной железнодорожной линии. Это открыло северное побережье и регион Булкли для новых экономических возможностей. Место, где ранее была почти исключительно торговля мехом и натуральное хозяйство, вскоре стало центром лесного хозяйства, сельского хозяйства и горнодобывающей промышленности.
В 1908—1914 г. несколько тысяч русских верующих-духоборов под руководством Петра Веригина переселились в юго-восточную часть провинции из Саскачевана.

### С 1920-х по 1940-е годы
Когда мужчины вернулись с Первой мировой войны, они обнаружили, что недавно получившие избирательные права женщины провинции помогли проголосовать за запрет спиртного в попытке положить конец социальным проблемам, связанным со злоупотреблением алкоголем. Из-за давления со стороны ветеранов запрет был быстро ослаблен, чтобы «солдат и рабочий» мог насладиться любимым напитком. Однако массовая безработица среди ветеранов, вызванная тем, что многие из имеющихся рабочих мест были заняты европейскими иммигрантами, вызвала объединение недовольных ветеранов в ряд «солдатских партий», представляющих их интересы. Среди них были партии солдатско-фермерская, солдатско-рабочая, а также фермерско-рабочая. Эти партии послужили основой перелома политического спектра. В результате появилось множество левых и правых партий, в том числе тех, которые в конечном итоге сформировали «Кооперативное содружество» и ранние партии социального кредитования.
Введение сухого закона в Соединённых Штатах создало новые возможности, и многие нашли работу или, по крайней мере, получали прибыли в сфере трансграничной контрабанды алкоголя. Процветание Ванкувера 1920-х годов стало результатом этой «пиратской экономики», хотя рост отмечался также в лесном хозяйстве, рыболовстве и добыче ископаемых. Окончание действия сухого закона в США в сочетании с началом Великой депрессии погрузило провинцию в омут экономических лишений. Усугубляя и без того тяжёлое экономическое положение местных жителей, десятки тысяч людей из холодных областей Канады собрались в Ванкувере, создав огромные кварталы бездомных вокруг Фолс-Крик и Беррарда. Отчаянные времена привели к политическим акциям. Захват почтамта в Гранвиле и Гастингсе был жестоко пресечён полицией и обусловил введение военного положения в доках, продолжавшегося почти три года. Ванкуверские рабочие также захватили поезд, однако восставших встретили пушками. Участники акции были арестованы и отправлены в рабочие лагеря на всё время депрессии.
Некоторые признаки возрождения экономики наметились к концу 1930-х годов, но начало Второй мировой войны и связанная с этим реструктуризация национальной экономики покончили с экономическими трудностями времён Великой депрессии. Из-за военных действий и мобилизации многие женщины вышли на работу.
Британская Колумбия уже давно использовала расположение на берегу Тихого океана, чтобы иметь тесные связи с Восточной Азией. Тем не менее, это часто вызывало трения между культурами, приведшие к проявлению враждебности по отношению к азиатским иммигрантам. Это наиболее ярко проявилось во время Второй мировой войны, когда канадцы японского происхождения были переселены или интернированы во внутренние районы провинции. В период Второй мировой войны в 1942 году было интернировано более 22 тысяч японцев, как и в США.

### Коалиция и послевоенный бум
Во время Второй мировой войны основные партии — либеральная и консервативная партии Британской Колумбии — объединились в формальное коалиционное правительство во главе с новым лидером Либеральной партии Джоном Хартом, который заменил Даффа Паттулло, когда последний был не в состоянии выиграть выборы в 1941 году. Хотя либералы получили наибольшее количество мест, они фактически получили меньше голосов, чем социалистическое Кооперативное содружество федерации. Паттулло не желал создавать коалицию с соперниками-консерваторами во главе с Ройалом Летингтон Мейтландом и был заменён Хартом, который сформировал коалиционный кабинет из пяти либеральных и трёх консервативных министров. Кооперативному содружеству было предложено присоединиться к коалиции, но партия отказалась.
В 1947 году бразды правления Коалиции были переданы Байрону Ингемару Джонсону. Консерваторы хотели, чтобы их новый лидер Герберт Анскомб был премьером, но либералы в коалиции отказались. Джонсон привёл коалицию к высокому проценту голосов избирателей в Британской Колумбии (61 %) в 1949 году. Эта победа была обусловлена популярностью его программы расходов, несмотря на рост критики в отношении коррупции и злоупотребления властью. За время своей работы Джонсон способствовал тому, что основные инфраструктурные объекты продолжали расширяться, и по соглашению с Alcan был построен город Китимат с комплексом по переработке алюминия и ГЭС Кемано. Джонсон завоевал популярность, так как своевременно оказал помощь во время наводнения 1948 года и затопления Долины Фрейзера, сильно пострадавшей в это время.
Партия социального кредита Британской Колумбии, возглавляемая бывшим консерватором Беннеттом, сформировала правительство меньшинства при поддержке либералов и консерваторов (с 6 и 4 места соответственно). Беннетт начал серию налоговых реформ, проповедуя новую разновидность популизма, создавая почву для вторых выборов в 1953 году, в которых политика Беннетта обеспечила большинство мест в парламенте с 38 % голосов.

### Рост влияния государства в экономике
С избранием Партии социального кредита Британская Колумбия приступила к фазе быстрого экономического развития. Беннетт и его партия правили провинцией в течение следующих двадцати лет, во время которых правительство приступило к реализации амбициозной программы развития инфраструктуры, которой способствовал экономический бум в лесном хозяйстве, горнодобывающей промышленности и энергетическом секторе.
В течение этих двух десятилетий правительство национализировало энергетические компании Британской Колумбии. К концу 1960-х годов было начато или завершено несколько крупных плотин. Экономика провинции пережила беспрецедентный рост в лесном секторе, а также нефтяном и газовом секторе на северо-востоке провинции. 1950-е и 1960-е годы были также отмечены развитием транспортной инфраструктуры края. В 1960 году правительство создало государственную корпорацию BC Ferries в целях обеспечения расширения системы шоссе. Эта система была усовершенствована и расширена за счёт строительства новых дорог и мостов, а также реконструкции уже существующих трасс и провинциальных дорог.
Ванкувер и Виктория стали культурными центрами и привлекали поэтов, писателей, художников, музыкантов, а также танцоров, актёров и поваров, которых заинтересовали красивые пейзажи и тёплый климат. Кроме того, эти города привлекали учёных и творческих мыслителей. Туризм также стали играть важную роль в экономике. Рост экономики Японии и других стран Тихоокеанского региона, в свою очередь, дал большой толчок экономике Британской Колумбии.
1960-е годы были периодом значительного социального брожения. Преемником Партии социального кредита стала социал-демократическая Новая демократическая партия. По мере роста экономики провинции условия труда становились все более напряжёнными. К концу десятилетия, с ростом социальной напряжённости и недовольства статус-кво, достижения правительства Беннетта не смогли предотвратить его растущую непопулярность.

### 1970-е и 1980-е годы
27 августа 1969 года Партия социального кредита была переизбрана на общих выборах, и это был последний срок Беннетта у власти. В начале 1970-х годов экономика ещё достаточно сильна из-за роста цен на уголь и увеличения добычи древесины. Однако BC Hydro сообщила о первых убытках, которые стали началом конца для Беннетта и его партии.
Партия социального кредита проиграла выборы в августе 1972 года, что открыло путь для провинциальной Новой демократической партии (НДП) во главе с Дэйвом Барреттом. Краткие три года («Тысяча дней») — период правления НДП — принесли с собой несколько долговременных изменений в провинции, в первую очередь, создание заповедников сельскохозяйственных земель, предназначенных для защиты сельскохозяйственных угодий от перепланировки. Страховая корпорация провинции Британская Колумбия стала государственной корпорацией с монополией на предоставление базового страхования автомобилей.
Мнение, что правительство слишком быстро вело реформы, или они зашли слишком далеко, в сочетании с ростом нарушений привело к проигрышу НДП на выборах в 1975 году. Партия социального кредита под руководством сына Беннетта, Билла Беннетта, была возвращена к власти. Однако затем экономика провинции вошла в стадию рецессии, популярность Беннетта упала. Из-за этого были назначены досрочные выборы, но неожиданно Беннетт выиграл с подавляющим большинством.
В 1983 году разразился рабочий кризис, во время которого произошли выступления профсоюзов.
В 1988 году Дэвид Лэм был назначен королевой Великобритании двадцать пятым лейтенант-губернатором провинции, он стал первым лейтенант-губернатором китайского происхождения.

### C 1990-х годов по настоящее время
Джонстон проиграл в 1991 году выборы в НПР. Экономика продолжала рост на фоне слабого сектора ресурсов. Строительство нового жилья и расширение сферы услуг наблюдалось всё десятилетие, несмотря на политические потрясения. Провинция успешно выиграла конкурс на право проведения зимних Олимпийских игр 2010 года в Ванкувере и Уистлере.
Британская Колумбия также оказала значительное влияние на демографические изменения в Канаде и по всему миру. Ванкувер (и в меньшей степени некоторые другие части Британской Колумбии) был основным пунктом назначения для многих иммигрантов из Гонконга, которые покинули бывшую колонию Великобритании (временно или постоянно) в годы непосредственно до её передачи Китайской Народной Республике. Британская Колумбия также была местом для внутренней иммиграции канадцев. Это происходило эпизодически на протяжении последних десятилетий, провинция привлекала иммигрантов природной красотой, мягким климатом и спокойным образом жизни, но особенно большие притоки иммигрантов были в периоды экономического роста. Как результат, Британская Колумбия от примерно 10 % населения Канады в 1971 году дошла до примерно 13 % в 2006 году. Процесс урбанизации привёл к тому, что в районе Большого Ванкувера в настоящее время проживает 51 % населения провинции, на втором месте Виктория с 8 %. Эти два муниципальных района традиционно доминируют по населению.

## Население

### Этнический состав
Большинство населения, 1 926 040 (42,24 %) в 2016 этнически отнесло себя к одной из британских наций (англичане, шотландцы, валлийцы, ирландцы). За 10 лет до этого доля таких ответов составляла 72,5 %. Это объясняется высокой иммиграцией из Азии, а также ростом доли людей, называющих в качестве своего этнического происхождения вариант «канадцы».
Также в большом числе представлены иммигранты из Европы в первом и втором поколениях (здесь их количество значительно превосходит количество в других частях страны, за исключением только Торонто): немцы, итальянцы, представители скандинавских стран и стран бывшей Югославии. Европейцы в третьем поколении обычно имеют смешанное происхождение вследствие браков с представителями других этнических групп, что распространено в Британской Колумбии, как ни в одной другой провинции.
Цифры отражают как одиночные ответы («немцы»), так и двойные ответы («китайские канадцы»). Все цифры даны на основе самоидентификации:
|    | Этническое происхождение | Численность (2016) | Доля   |
| -- | ------------------------ | ------------------ | ------ |
| 1  | Англичане                | 1 203 540          | 26,4 % |
| 2  | Канадцы                  | 866 530            | 19,0 % |
| 3  | Шотландцы                | 860 775            | 18,9 % |
| 4  | Ирландцы                 | 675 135            | 14,8 % |
| 5  | Немцы                    | 603 265            | 13,2 % |
| 6  | Китайцы                  | 540 155            | 11,8 % |
| 7  | Французы                 | 388 580            | 8,5 %  |
| 8  | Индийцы                  | 309 315            | 6,8 %  |
| 9  | Украинцы                 | 229 205            | 5,0 %  |
| 10 | Голландцы                | 213 670            | 4,7 %  |
|    | …                        |                    |        |
| 15 | Русские                  | 131 060            | 2,9 %  |

В провинции — вторая в стране после Онтарио русская диаспора (соответственно 131 и 221 тыс. из 622 тыс.чел.). Больше всего русских живёт в Большом Ванкувере (58,5 тыс.), а также в агломерациях Виктории (8,6 тыс.), Келоуны (7,9 тыс.) и Абботсфорд-Мишн (7,8 тыс.). На юго-востоке провинции до сих пор живут потомки русских духоборов, с центром в Гранд-Форкс (19 % населения). Русская диаспора в провинции в значительной степени ассимилирована, только 1/5 ее часть считает русский язык родным (26 тыс. чел.).
Этнические меньшинства (2016):
 Китайцы (11,2 %) Выходцы из Южной Азии (8,0 %) Филиппинцы (3,2 %) Корейцы (1,3 %) Выходцы из Юго-Восточной Азии (1,2 %) Другие меньшинства (5,4 %) Не являются меньшинствами (69,7 %)
Из всех провинций Канады в Британской Колумбии наибольшее число визуально заметных меньшинств, составляющих 30,29 % населения (1 381 235). Среди этнических меньшинств наибольшую часть составляют группы иммигрантов из стран Азии. В крупных городах практически обязательно имеются китайские, японские, филиппинские и корейские диаспоры.
| Меньшинство                   | Численность (2016) | Доля    |
| ----------------------------- | ------------------ | ------- |
| Всего меньшинств              | 1 381 235          | 30,29 % |
| Китайцы                       | 508 480            | 11,15 % |
| выходцы из Южной Азии         | 365 705            | 8,02 %  |
| Филиппинцы                    | 145 025            | 3,18 %  |
| Корейцы                       | 60 495             | 1,33 %  |
| выходцы из Юго-Восточной Азии | 54 920             | 1,20 %  |
| выходцы из Ближнего Востока   | 48 695             | 1,07 %  |
| Латиноамериканцы              | 44 115             | 0,97 %  |
| Чёрные                        | 43 500             | 0,95 %  |
| Японцы                        | 41 230             | 0,90 %  |

### Языки
Британская Колумбия наряду с другими семью провинциями Канады — Альбертой, Манитобой, Новой Шотландией, Ньюфаундленд и Лабрадором, Онтарио, Островом Принца Эдуарда и Саскачеваном — является провинцией, где английский язык имеет статус единственного официального языка провинции. Французский язык, как один из официальных языков Канады, обязателен к применению в федеральных органах власти, их агентствах и организациях полностью или частично принадлежащих правительству Канады (т. н. «корпорации Короны»). На практике многие провинциальные органы власти для удобства жителей могут оказывать некоторые услуги и на других языках, например: севернокитайском, пенджаби, французском, кантонском, испанском, тагалог и других — в зависимости от наличия сотрудников с соответствующим языком.

### Крупнейшие муниципальные образования
В четырех крупнейших агломерациях Британской Колумбии проживает 77 % населения. Столица провинции, город Виктория с населением 85 792 человек не входит в число 10 крупнейших городов Британской Колумбии.
|                                         | 1996      | 2001      | 2006      | 2011      | 2016      |
| --------------------------------------- | --------- | --------- | --------- | --------- | --------- |
| Городские агломерации                   |           |           |           |           |           |
| Большой Ванкувер                        | 1 831 665 | 1 986 965 | 2 116 581 | 2 313 328 | 2 463 431 |
| Столичный округ Виктория                | 304 287   | 311 902   | 330 088   | 367 770   | 408 883   |
| Агломерация Келоуна                     | 136 541   | 147 739   | 162 276   | 194 882   | 222 748   |
| Агломерация Абботсфорд-Мишн             | 136 480   | 147 370   | 159 020   | 180 518   | 204 265   |
| 10 крупнейших городских муниципалитетов |           |           |           |           |           |
| Ванкувер                                | 514 008   | 545 671   | 578 041   | 603 502   | 631 486   |
| Суррей                                  | 304 477   | 347 825   | 394 976   | 468 251   | 517 887   |
| Бернаби                                 | 179 209   | 193 954   | 202 799   | 223 218   | 232 755   |
| Ричмонд                                 | 148 867   | 164 345   | 174 461   | 190 473   | 198 309   |
| Абботсфорд                              | 105 403   | 115 463   | 123 864   | 133 497   | 141 397   |
| Кокуитлам                               | 101 820   | 112 890   | 114 565   | 126 840   | 139 284   |
| Келоуна                                 | 89 442    | 96 288    | 106 707   | 117 312   | 127 380   |
| Делта                                   | 95 411    | 96 950    | 96 723    | 99 863    | 102 238   |
| Нанаймо                                 |           | 73 000    | 78 692    | 83 810    | 90 504    |
| Камлупс                                 | 76 394    | 77 281    | 80 376    | 85 678    | 90 280    |
| 5 крупнейших окружных муниципалитетов   |           |           |           |           |           |
| Ленгли                                  | 80 179    | 86 896    | 93 726    | 104 177   | 117 285   |
| Саанич                                  | 101 388   | 103 654   | 108 265   | 109 752   | 114 148   |
| Норт-Ванкувер                           | 80 418    | 82 310    | 82 562    | 84 412    | 85 935    |
| Вест-Ванкувер                           | 40 882    | 41 421    | 42 131    | 42 694    | 42 473    |
| Мишн                                    | 30 519    | 31 272    | 34 505    | 36 426    | 38 833    |

## Экономика
В экономике Британской Колумбии доминирует сектор добычи ресурсов, главным образом лесное хозяйство. Но всё большее значение приобретает горнорудный сектор. Занятость в секторе природных ресурсов постоянно сокращается, и новые рабочие места в основном появляются в строительстве, розничной торговле и сфере услуг. Ванкувер с его развитой киноиндустрией называют «северным Голливудом», Ванкувер является третьим по количеству снимаемых художественных фильмов городом в Северной Америке после Лос-Анджелеса и Нью-Йорка.
Экономическая история Британской Колумбии отмечена периодами драматических подъёмов и спадов, на которые оказывали влияние политика, культура и бизнес-климат в провинции. Экономическая деятельность, связанная с добычей ресурсов, в частности, широко колебалась с изменением цен на сырьевые товары с течением времени. ВРП в Британской Колумбии является четвёртым по величине в Канаде и составил в 2008 году 197 930 000 000 канадских долларов, ВРП на душу населения составил C $ 45150. Общий долг провинции вырос до C $ 47800 миллионов в 2010-11 финансовом году, или 24,3 % от ВРП.

## Правительство
Как и остальные девять провинций Канады, Британская Колумбия имеет собственную монархию, при этом три территории страны: Нунавут, Северо-Западные территории и Юкон, — возглавляемые комиссарами, которых назначает Правительство Канады без участия монарха, по сути, имеют республиканскую форму правления. Действующий глава провинции — Король Британской Колумбии (King in right of British Columbia) Карл III, функции которого не пересекаются с функциями Короля Канады.

## Туризм
- Клилук

## Достопримечательности
- Канадские Скалистые горы
- Арка мира[англ.], расположенная в одноимённом парке

## Административное деление
- Внутренняя Британская Колумбия
  - Округ Атлин;
  - Район Стикин;
  - Район Пис-Ривер;
  - Нечако;
  - Балкли;
  - Карибу;
  - Чилкотин;
  - Оминека — Принс-Джордж;
  - Робсон-Вэлли;
  - Кутенейс;
  - Оканаган;
  - Баундари;
  - Симилкамин;
  - Томпсон;
  - Шусвап,
  - Лиллуэт — Фрейзер-Кэньон.
- Лоуэр-Мейнленд
  - Большой Ванкувер;
  - Фрейзер-Вэлли.
- Побережье Британской Колумбии
  - Острова Галф;
  - Саншайн-Кост;
  - Остров Ванкувер;
  - Пролив Королевы Шарлотты;
  - Белла-Кула-Вэлли;
  - Хайда-Гуайи (Острова Королевы Шарлотты);
  - Скина;
  - Нэсс;
  - Район Стюарт.